# Pământ însângerat
Pământ însângerat (în daneză De røde enge) este un film dramatic de război danez din 1945, regizat de Bodil Ipsen și Lau Lauritzen Jr., bazat pe romanul cu același nume al luptătorului de rezistență Ole Valdemar Juul din 1945. Filmul, cu Poul Reichhardt și Lisbeth Movin în rolurile principale, este o poveste cu suspans care se învârte în jurul amintirilor unui sabotor danez în timp ce acesta așteaptă execuția sa într-o închisoare germană în timpul războiului. Filmat în Danemarca la doar câteva luni după încheierea ocupației germane în timpul celui de-al Doilea Război Mondial, Luncile roșii a fost un tribut adus luptătorilor din rezistența daneză. Filmul a primit premiul Palme d'Or la Festivalul de Film de la Cannes și este considerat o capodoperă stilistică.

## Rezumat
În Danemarca ocupată de germani în timpul celui de-al Doilea Război Mondial, tânărul sabotor danez Michael (Poul Reichhardt) stă într-o închisoare a Gestapoului și își așteaptă execuția. Gândurile lui se întorc la evenimentele care au dus la capturarea lui. Într-o luncă din Iutlanda, Michael și tovarășii săi așteaptă o livrare de arme și explozibili din partea britanicilor pe care să le folosească pentru rezistență. După aceea, în timp ce se află în ascunzătoarea lui, Michael este surprins de soldații germani. Reușește să scape trăgând spre soldații germani. Pe un drum de țară, o mașină condusă de un ofițer german de teren (Arne Hershold) oprește, iar Michael îl împușcă. Îmbrăcat în uniforma de ofițer, Michael reușește să ajungă la Copenhaga și să-și găsească iubita Ruth (Lisbeth Movin) la hotelul în care locuiește. Toto (Lau Lauritzen), liderul grupului de rezistență, îl așteaptă, ei plănuind să saboteze o fabrică de arme. Cu toate acestea, există suspiciunea că în grup există un informator, așa că planul este amânat. Unul dintre membrii grupului, Dreyer (Freddy Koch), este arestat, așa că Ruth și Michael fug la casa de vară a unchiului ei. Ruth se teme că îl va pierde pe Michael. Planurile pentru sabotaj sunt finalizate și grupul intră în acțiune, dar se dezvăluie că a existat un informator, când grupul este surprins de soldații care îi pândesc. În timpul incendiului, Michael este rănit. Cu toate acestea, el este capabil să arunce în aer fabrica înainte de a fi capturat. Înapoi în închisoarea Gestapoului, gardianul Steinz (Per Buckhøj), care urăște războiul și naziștii, încearcă să-l ajute pe Michael, dar nu reușește să prevină tortura acestuia. Michael este capabil să reziste în timpul torturii brutale, dar este condamnat la moarte. În timp ce se află în închisoare, Michael bănuiește cine este informatorul și prin Steinz trimite un mesaj către camarazii săi: Mărul este putred. O capcană este întinsă și Prikken (Preben Neergaard) este descoperit ca fiind informatorul. Nu există altă cale decât să-l ucidă și nu este greu să se găsească persoane care să facă. În timp ce este condus spre locul de execuție, Steinz îi spune lui Michael că a primit un mesaj: întreaga familie a lui Steinz a fost ucisă în timpul unui bombardament aerian aliat în acea săptămână. Michael îi cere lui Steinz să fugă cu el. Steinz refuză și se împușcă în mașină. Michael fuge și caută refugiu într-o brutărie unde poate să-l contacteze pe Toto. Atât Michael, cât și Ruth găsesc un mijloc de transport în Suedia unde se pot odihni în sfârșit.

## Distribuția
- Poul Reichhardt în rolul Micheal Lans
- Lisbeth Movin în rolul Ruth Isaksen
- Per Buckhøj în rolul Steinz, gardianul de la închisoare
- Gyrd Løfqvist în rolul Gustav
- Preben Kaas în rolul Erik
- Kjeld Jacobsen în rolul Hansen
- Arne Hersholdt în rolul feldmareșalului german
- Karl Jørgensen în rolul maiorului german
- Lau Lauritzen în rolul Toto
- Preben Neergaard în rolul Prikken
- Bjørn Watt-Boolsen în rolul Tom
- Preben Lerdorff Rye în rolul Alf
- Freddy Koch în rolul Dryer
- Hjalmar Madsen în rolul recepționerului de la hotel
- Bjørn Spiro în rolul ofițerului german